# Лондонски протокол (1877)
Вижте пояснителната страница за други значения на Лондонски протокол.
Лондонският протокол е споразумение между Великите сили, което се опитва да уреди по мирен начин изострянето на Източната криза и проблемите с Османската империя от 1875 – 1876 г.
Подписан е на 19/31 март 1877 г. в Лондон от представители на Великите сили – Австро-Унгария, Великобритания, Германия, Италия, Русия и Франция.
Представлява последен опит за колективна намеса пред Високата порта за уреждане на Източната криза с мирни средства след въстанията на покорените народи в Османската империя – Босна и Херцеговина (1875) и Априлското въстание в България (1876). Срещу обещанието на руското правителство да демобилизира въоръжените си сили и да не предприема военни действия Високата порта трябва да поеме задължението да въведе реформи за християнското население. Протоколът е придружен от декларация на правителствата на Русия и Великобритания.
На 29 март/10 април 1877 г. Високата порта отхвърля протокола като вмешателство във вътрешните ѝ работи. Отказът на Високата порта да приеме протокола става повод за избухването на Руско-турската война (1877 – 1878).